# Elecciones generales de Malta de 1900
Entre el 16 y el 17 de septiembre de 1900 se celebraron en Malta elecciones generales. Solo fue elegido uno de los trece escaños.

## Antecedentes
Las elecciones se realizaron bajo la constitución de Knutsford.

## Sistema electoral
De los 13 miembros del Consejo de Gobierno, diez serían elegidos por medio de circunscripciones uninomiales y tres representarían a la nobleza y terratenientes, graduados y a la Cámara de Comercio.
| Circunscripción        | Localidades                         |
| ---------------------- | ----------------------------------- |
| I                      | La Valeta este                      |
| II                     | La Valeta oeste, Sliema, San Julián |
| III                    | Floriana, Pietà, Ħamrun, Msida      |
| IV                     | Bormla, Żabbar                      |
| V                      | Birgu, Senglea                      |
| VI                     | Mdina                               |
| VII                    | Birkirkara                          |
| VIII                   | Qormi                               |
| IX                     | Żejtun                              |
| X                      | Gozo                                |
| Fuente: Schiavone, p13 |                                     |

## Resultados
9.301 personas tenían derecho a voto, de las que solo votaron las del distrito VIII.
| Miembros generales electos  | Miembros generales electos          | Miembros generales electos | Miembros generales electos      |
| Circunscripción             | Nombre                              | Votos                      | Notas                           |
| --------------------------- | ----------------------------------- | -------------------------- | ------------------------------- |
| I                           | Andrè Pullicino                     | –                          | Reelegido                       |
| II                          | Emmanuel Testaferrata Bonnici Axiaq | –                          |                                 |
| III                         | Cikku Azzopardi                     | –                          |                                 |
| IV                          | Franc Cardona                       | –                          | Reelegido                       |
| V                           | Cesare Darmanin                     | –                          | Reelegido                       |
| VI                          | Nutar Petro Bartoli                 | –                          | Reelegido                       |
| VII                         | Fransesco Wettinger                 | –                          | Reelegido                       |
| VIII                        | Edoardo Semini                      | 161                        | Reelegido                       |
| IX                          | Salvatore Cachia Zammit             | –                          | Reelegido                       |
| X                           | Fortunato Mizzi                     | –                          | Reelegido                       |
| Miembros especiales electos |                                     |                            |                                 |
| Escaño                      | Nombre                              | Votos                      | Notas                           |
| Nobleza y terratenientes    | Alfonso Maria Micallef              | –                          | Reelegido                       |
| Graduados                   | Beniamino Bonnici                   | –                          | Reelegido                       |
| Cámara de Comercio          | Joseph Bencini                      | –                          | Anteriormente en el distrito II |
| Fuente: Schiavone, p180     |                                     |                            |                                 |